# Rōninkai

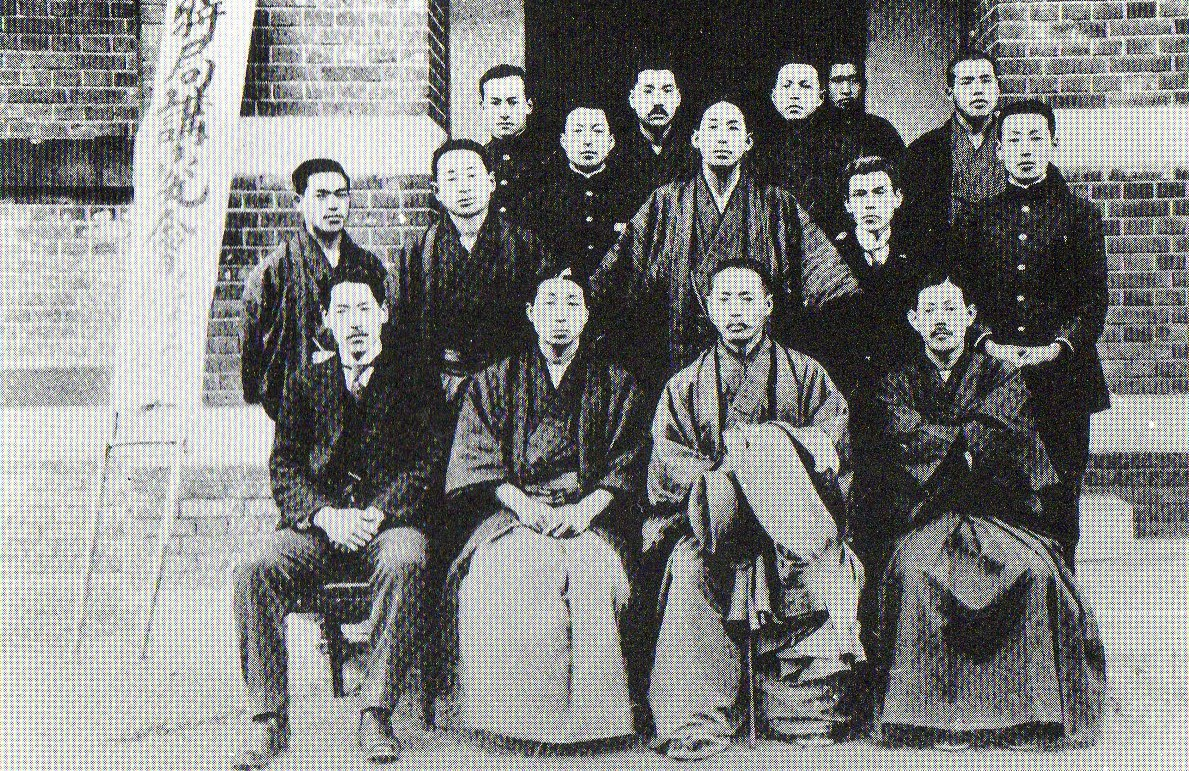
Asistentes a un discurso de pie con la Asociación Ronin y a una conferencia sobre temas de actualidad organizada por la Asociación de Recién Llegados. Primera fila, de derecha a izquierda: Sakuzo Yoshino, Yukio Ozaki y Ryusuke Miyazaki.

La Rōninkai (浪人会 Sociedad de Samuráis Sin Amo?) era un grupo político antidemocrático ultranacionalista japonés que compartía muchos de sus miembros con la organización similar Genyosha y la Sociedad del Dragón Negro. Fue fundada por Tanaka Hiroyuki en 1908. Tōyama Mitsuru, Miura Gorō, Yukio Ozaki, Kazuo Kojima, Ryūsuke Miyasake y Ryōhei Uchida estaban entre sus miembros.